# Rolf Schlenker
Rolf Schlenker (* 1954 in Stuttgart) ist ein deutscher Fernseh– und Wissenschaftsjournalist, Dokumentarfilmer und Sachbuchautor.
Seit 1988 arbeitete er für mehrere öffentlich-rechtliche TV-Sender, von 1999 bis 2020 war er beim Südwestrundfunk (SWR) in der Kultur- und Wissenschaftsredaktion tätig, seit 2020 ist er freischaffend. Ein Schwerpunkt seiner Arbeit ist die Entwicklung innovativer TV-Formate für Das Erste und das SWR Fernsehen, z. B.:
- „Ex! Was die Nation erregte“ mit Max Moor (1996)
- „Schwarzwaldhaus 1902 – leben wie vor 100 Jahren“ (2002)
- „Von null auf 42 – Sieben Nichtläufer auf ihrem Weg zum New York Marathon“ (2004)
- „Tschüss Öl, Ciao Gas – Zwei Wohnblöcke steigen aus“ (2007)
- „Steinzeit – Das Experiment“ (2007)
- „Nie wieder keine Ahnung! Malerei“  (2009)
- „Nie wieder keine Ahnung! Architektur“ (2011)
- "Wo unser Wetter entsteht" mit Sven Plöger (2016)
- "Wo unser Wetter entsteht: Wind" mit Sven Plöger (2017)
- "Wo unser Wetter entsteht: Alpen" mit Sven Plöger (2020)

Er wurde mit mehreren Film- und Fernsehpreisen ausgezeichnet, u. a. mit dem Adolf-Grimme-Preis, dem Deutschen Solarpreis, dem Goldenen Gong oder dem Naturvision-Preis "Beste Story".

## Bücher
- Von null auf 42 – Sieben Nichtläufer auf ihrem Weg zum New York Marathon, zusammen mit Thomas Wessinghage. Stuttgart 2004.
- Laufen lernen mit der ´von null auf 42´-Methode, Stuttgart 2004.
- Steinzeit – Leben wie vor 5000 Jahren, zusammen mit Almut Bick, Stuttgart 2007.
- Kunst für Einsteiger, zusammen mit Simone Reuter, Stuttgart 2009.
- Architektur für Einsteiger, zusammen mit Katrin Grünewald, Stuttgart 2011.
- Wo unser Wetter entsteht, zusammen mit Sven Plöger, Stuttgart 2015.
- Wie Wind unser Wetter bestimmt, zusammen mit Sven Plöger, Stuttgart 2017.
- 1933 – Ein Beil gegen Hitler – Tatsachenroman über das "Stuttgarter Kabelattentat", Tübingen 2020
- Geheimnisvoller Schwarzwald, Tübingen 2021
- Die Alpen, zusammen mit Sven Plöger, München 2022
- Es geschah im Schwarzwald, Tübingen 2023
- Als man hier heimlich am Atom forschte, Tübingen 2024